# Euronext
Euronext est la principale place boursière de la zone euro avec plus de 1 900 émetteurs représentant une capitalisation boursière totale de 6 400 milliards d’euros, dont 50 valeurs phares composant l’indice de référence Euro Stoxx 50 et une clientèle nationale et internationale.
Euronext gère des marchés au comptant et dérivés réglementés et transparents. Son offre recouvre des produits tels que les actions, les ETF (exchange traded funds), les warrants et certificats, les obligations, les dérivés sur actions, les dérivés sur matières premières et les indices. Euronext offre également des services à des tiers. Euronext opère le marché réglementé de Paris, Amsterdam, Bruxelles, Lisbonne, Oslo, Dublin et Milan, ainsi que des marchés dédiés aux PME et ETI tels qu'Euronext Growth et Euronext Access. Au Portugal, en Italie, au Danemark et en Norvège, l'opérateur de marché offre également des services de compensation et de règlement/livraison.
Depuis le 20 juin 2014, Euronext est une société cotée sur ses propres marchés à Paris, Amsterdam et Bruxelles, la société est membre de l'indice CAC Next 20. Il s'agit de l'aboutissement de plusieurs étapes complexes initiées par l'offre d'acquisition par ICE et permettant de repositionner Euronext au cœur du financement des économies européennes.

## Historique
Le groupe est issu de la fusion des bourses d'Amsterdam, de Bruxelles et de Paris qui est intervenue le 22 septembre 2000. L'objectif est alors de tirer parti de l'harmonisation des marchés financiers de l'Union européenne induite par l'introduction de la monnaie unique.
En juillet 2001, l’action Euronext est introduite en bourse à l’issue d’une offre publique de mise sur le marché et Euronext devient une société cotée.
En décembre 2001, Euronext acquiert le LIFFE, marché dérivé basé à Londres. L'ensemble des activités de dérivés du groupe est désormais géré et développé par LIFFE. Début 2003, les négociations de tous les produits dérivés du groupe sont regroupées sur la plateforme du LIFFE Connect. LIFFE commercialise également sa technologie à d'autres marchés comme le marché dérivé japonais Tokyo Financial Exchange. En 2011, la plateforme de négociation LIFFE Connect est abandonnée au profit de la plateforme UTP (Universal Trading Process).
En 2002, le groupe fusionne avec la Bourse de Lisbonne et la Bourse de Porto, qui devient Euronext Lisbon.
Il faudra ensuite attendre avril 2007 pour que le groupe Euronext procède à une autre fusion, avec le New York Stock Exchange. Il forme ainsi le premier opérateur boursier global, NYSE Euronext,.
Les opérateurs boursiers NYSE Euronext et Deutsche Börse débutent en 2011 des négociations en vue d'une éventuelle fusion. Ce projet sera définitivement abandonné à l'issue du rejet de l'opération par la Commission européenne en février 2012. Deutsche Börse a tout de même fait appel de cette décision.
En 2012, Euronext annonce la création d'Euronext London afin de renforcer son positionnement sur le continent et devenir « un leader de la levée de fonds en Europe ». À ce titre, l'opérateur de marchés obtiendra en juin 2014 l'agrément de la Financial Conduct Authority (FCA),.
En décembre 2012, Intercontinental Exchange, ICE, présente une offre d'acquisition du groupe NYSE Euronext d'un montant de 8,2 milliards de dollars. La proposition est approuvée en assemblée générale des actionnaires le 3 juin 2013. Une vingtaine de jours plus tard, le 24 juin, la Commission européenne approuve les termes de la transaction, suivie par la SEC le 15 août 2013 et par l'ensemble des régulateurs le 13 novembre 2013.
ICE annonce ensuite son intention de coter en bourse Euronext, regroupant l'activité gérée en Europe continentale, avant la fin du premier semestre 2014. Malgré un calendrier serré, l'introduction en bourse d'Euronext a lieu le 20 juin 2014. C'est l'aboutissement d'un processus complexe visant à détacher Euronext de l'ensemble NYSE Euronext et à lui donner son périmètre actuel. C'est ainsi que les marchés de dérivés londonien du LIFFE sont détachés de la structure historique, afin de rester dans le giron d'ICE.
Depuis le 20 juin 2014, Euronext est une société cotée indépendante au flottant de 66,6 %. Onze investisseurs, nommés actionnaires de référence, sont entrés au capital du groupe à l'introduction en bourse, à hauteur de 33,6 % pendant trois ans. Ces investisseurs, actionnaires de références, détiennent 33,36 % du capital d'Euronext : Euroclear, BNP Paribas, BNP Paribas Fortis, Société générale, Caisse des dépôts, Bpifrance, ABN Amro, ASR (nl), Banco Espirito Santo, Banco BPI et la holding publique belge SFPI (société fédérale de participation et d'investissement),.
En août 2016, Euronext annonce la signature d'un accord pour l'acquisition d'une participation de 20 % dans la chambre de compensation EuroCCP. En janvier 2017, LSE annonce la vente pour 510 millions d'euros de la chambre de compensation française, LCH, à Euronext dans le cadre de sa fusion avec Deutsche Borse. Cependant, comme cette dernière fusion est finalement rejetée, la vente de LCH à Euronext l'est également. En novembre 2017, Euronext annonce l'acquisition de la bourse de Dublin pour 137 millions d'euros, active notamment dans la gestion d'actifs.
En janvier 2019, Euronext lance une offre d'acquisition sur Oslo Bors pour 729 millions de dollars. À la suite de cela le Nasdaq tente d'acquérir Oslo Bors, avant qu'Euronext réussisse à avoir le soutien du gouvernement norvégien. Le Nasdaq abandonne donc et laisse Euronext finaliser l'acquisition en juin 2019,.
En juin 2019, la Caisse des dépôts devient un des principaux actionnaires d'Euronext avec 8 % du capital après avoir acquis 2 % auprès des banques Société générale et ABN AMRO.
En septembre 2020, à la suite de l'acquisition de Refinitiv pour 27 milliards de dollars par London Stock Exchange Group, ce dernier souhaite vendre Borsa Italiana pour satisfaire les autorités de la concurrence. Deutsche Börse, SIX Group et Euronext se positionnent pour acquérir la bourse italienne,, mais Euronext est choisi comme futur acquéreur pour 4,3 milliards d'euros.
En avril 2021, Euronext boucle le rachat de Borsa Italiana et augmente son capital de 1,8 milliard d'euros. En 2021, le groupe des actionnaires de référence, qui détient 25,44% des actions d'Euronext au 28 mai, se compose d'ABN AMRO Bank, Caisse des Dépôts et Consignations, Euroclear, Société Fédérale de Participations et d'Investissement, CDP Equity et Intesa Sanpaolo. CDP Equity SpA et Intesa Sanpaolo sont devenus actionnaires de référence dans le cadre de l'acquisition de Borsa Italiana par Euronext.
En 2022, Euronext rapatrie son centre de données de Londres à Bergame, en Italie, pour éviter le risque d’incertitude réglementaire lié au Brexit.
En août 2022, Euronext étend le champ des contrats dérivés disponibles sur l'indice Euronext Eurozone Banks. Le contrat, appelé Euronext Eurozone Banks Dividend Index Future, flottera en même temps que les dividendes versés par les plus grandes banques européennes. En effet, la liquidité à l'écran sera fournie par BNP Paribas et Optiver, et la liquidité hors écran sera offerte par toutes les principales contreparties.
En février 2023, Euronext annonce faire une offre d'acquisition de 5,5 milliards d'euros sur Allfunds, une entreprise espagnole de gestion de fonds.

## Marchés et indices
Euronext opère des marchés au comptant et des marchés dérivés qui couvrent les segments et produits présentés dans le tableau ci-dessous.
| Marché / Segment                      | Comptant / Dérivés | Pays        | Ville     | MIC Code | Commentaires                                                           |
| ------------------------------------- | ------------------ | ----------- | --------- | -------- | ---------------------------------------------------------------------- |
| Euronext Amsterdam                    | Comptant           | Pays-Bas    | Amsterdam | XAMS     |                                                                        |
| Négociation sur actions non cotées    | Comptant           | Pays-Bas    | Amsterdam | TNLA     |                                                                        |
| Dérivés sur actions et sur indices    | Comptant           | Pays-Bas    | Amsterdam | XEUE     |                                                                        |
| Dérivés de taux (contrats et options) | Dérivés            | Pays-Bas    | Amsterdam | XEUI     |                                                                        |
| Euronext Bruxelles                    | Comptant           | Belgique    | Bruxelles | XBRU     |                                                                        |
| Euronext Growth Bruxelles             | Comptant           | Belgique    | Bruxelles | ALXB     |                                                                        |
| Easy Next                             | Comptant           | Belgique    | Bruxelles | ENXB     | Marché consacré aux warrants et certificats                            |
| Euronext Access Bruxelles             | Comptant           | Belgique    | Bruxelles | MLXB     |                                                                        |
| Trading Facility Brussels             | Comptant           | Belgique    | Bruxelles | TNLB     |                                                                        |
| Ventes Publiques Brussels             | Comptant           | Belgique    | Bruxelles | VPXB     |                                                                        |
| Euronext Dérivés. Bruxelles           | Dérivés            | Belgique    | Bruxelles | XBRD     |                                                                        |
| Euronext Lisbonne                     | Comptant           | Portugal    | Lisbonne  | XLIS     |                                                                        |
| Euronext Growth Lisbon                | Comptant           | Portugal    | Lisbonne  | ALXL     | Nom du MTF géré par Euronext Lisbonne                                  |
| Mercado De Futuros E Opções           | Dérivés            | Portugal    | Lisbonne  | MFOX     |                                                                        |
| Négociations sur actions non cotées   | Dérivés            | Portugal    | Lisbonne  | WQXL     |                                                                        |
| Euronext London                       | Comptant           | Royaume-Uni | Londres   | XLDN     | Marché régulé destiné aux émetteurs internationaux                     |
| Euronext Paris                        | Comptant           | France      | Paris     | XPAR     |                                                                        |
| Euronext Growth Paris                 | Comptant           | France      | Paris     | ALXP     |                                                                        |
| Euronext FX                           | Comptant           | France      | Paris     | MTCH     | Plateforme de négociations sur obligations destinée aux professionnels |
| Euronext Paris Matif                  | Dérivés            | France      | Paris     | XMAT     |                                                                        |
| Euronext Access Paris                 | Comptant           | France      | Paris     | XMLI     |                                                                        |
| Euronext Paris Monep                  | Dérivés            | France      | Paris     | XMON     | Marché dédié aux options                                               |
| Euronext Dublin                       | Comptant           | Irlande     | Dublin    | XMSM     |                                                                        |
| Euronext Oslo                         | Comptant           | Norvège     | Oslo      | XOAS     |                                                                        |

### Marchés au comptant
Euronext opère sur sept places en Europe sur lesquelles sont négociés les titres, actions et obligations, émis par de grandes entreprises aussi bien que des PME-ETI ainsi qu'une grande variété d'instruments financiers. Euronext calcule et diffuse une série d'indices sur chacune de ses places, parmi lesquels les indices phare, AEX 20, BEL20, CAC 40, ISEQ 20, FTSE MIB et PSI 20. Par ailleurs, 50 des grandes entreprises cotées sur Euronext sont présentes dans l'indice Euro Stoxx 50.
Tableau des principaux instruments financiers négociés sur les marchés au comptant d'Euronext,,,,, :
| Marché / Segment                | Actions | Obligations | ETF | Fonds | ETV / ETN | Warrants, certificats et produits structurés |
| ------------------------------- | ------- | ----------- | --- | ----- | --------- | -------------------------------------------- |
| Euronext Growth Amsterdam       | Oui     | -           | -   | -     | -         | -                                            |
| Euronext Growth Bruxelles       | Oui     | Oui         | -   | -     | -         | -                                            |
| Euronext Growth Lisbonne        | Oui     | -           | -   | -     | -         | -                                            |
| Euronext Growth Paris           | Oui     | Oui         | -   | -     | -         | -                                            |
| Euronext Amsterdam              | Oui     | Oui         | Oui | Oui   | Oui       | Oui                                          |
| Euronext Bruxelles              | Oui     | Oui         | Oui | Oui   | Oui       | Oui                                          |
| Euronext Dublin                 | -       | -           | -   | -     | -         | -                                            |
| Euronext Lisbonne               | Oui     | Oui         | Oui | Oui   | -         | -                                            |
| Euronext Londres                | Oui     | -           | -   | -     | -         | -                                            |
| Euronext Paris                  | Oui     | Oui         | Oui | -     | Oui       | Oui                                          |
| Euronext Access Bruxelles       | Oui     | Oui         | -   | -     | -         | -                                            |
| Euronext Access Paris           | Oui     | Oui         | -   | -     | -         | Oui                                          |
| Euronext FX                     | -       | Oui         | -   | -     | -         | -                                            |
| Traded But Not Listed Amsterdam | Oui     | -           | -   | -     | -         | -                                            |
| Trading Facility Bruxelles      | Oui     | -           | -   | -     | -         | -                                            |

### Euronext Growth
Euronext Growth est un marché créé en 2005 destiné à faciliter l'accès des PME et ETI à la bourse. Les entreprises visant une introduction en bourse bénéficient d'un allègement de leurs obligations, de même que lorsqu'elles sont cotées, leurs obligations de communication financière sont assouplies.
En 2021, Euronext a annoncé un accord avec Early Metrics, un leader dans l'évaluation indépendante des startups et analyses des tendances tech, pour déployer des rapports analytiques sur les petites et moyennes entreprises (PME) du secteur technologique cotées sur Euronext. Le projet couvrira initialement 430 PME technologiques cotées sur les marchés d'Euronext à Amsterdam, Bruxelles, Dublin, Lisbonne, Oslo et Paris.
De sa création en mai 2013 à juillet 2014, EnterNext a levé plus de 1,8 milliard d'euros et enregistré 47 introductions en bourse, dont 10 sur le compartiment B et 19 sur le C. Sur le premier semestre 2014, 27 introductions ont été enregistrées, contre 26 sur toute l'année 2013.

### Marchés dérivés
L'essentiel de la gamme de produits dérivés est négocié sur les marchés de Paris, Bruxelles, Amsterdam et Lisbonne, qu'il s'agisse de contrats à terme ou d'options :
- contrats à terme et options sur les principaux indices européens ;
- contrats à terme et options sur les plus importantes actions européennes ;
- contrats à terme sur les marchandises négociées à Paris.

Principaux instruments financiers négociés sur les marchés dérivés d'Euronext :
|              | Futures/Options | Amsterdam | Bruxelles | Lisbonne | Paris |
| ------------ | --------------- | --------- | --------- | -------- | ----- |
| Marchandises | Futures         | -         | -         | -        | Oui   |
| Marchandises | Options         | -         | -         | -        | Oui   |
| Indice       | Futures         | Oui       | Oui       | Oui      | Oui   |
| Indice       | Options         | Oui       | Oui       |          | Oui   |
| Actions      | Futures         | -         | -         | Oui      | -     |
| Actions      | Options         | Oui       | Oui       | -        | Oui   |
| ETF          | Options         | -         | -         | -        | Oui   |
| ETF          | Futures         | Oui       | -         | -        | -     |
| Devises      | Options         | Oui       | -         | -        | -     |
| Devises      | Futures         | Oui       | -         | -        | Oui   |

### Matières premières
Euronext dispose d’une large gamme de contrats futurs et options sur matières premières. Les produits proposés sur les marchés d’Euronext sont : le blé fourrager, le blé de meunerie, le colza, le maïs, et l’orge de brasserie.
Le 14 novembre 2014, Euronext a lancé une gamme de contrats à terme et d’options sur le tourteau, la graine et l’huile de colza. Appelée le « complexe colza », l’offre couvre l’ensemble de la chaîne d’approvisionnement de la filière de colza. Les contrats ont été lancés pour apporter une réponse à la volatilité accrue des prix sur l’huile et le tourteau de colza, et permettre aux opérateurs de gérer leur marge de trituration.
En novembre 2014, le groupe a aussi annoncé vouloir lancer, pour le printemps 2015, un complexe de dérivés sur produits laitiers. Celui-ci comprendra des contrats à terme et d’options sur le beurre, la poudre de lait écrémé et la poudre de lactosérum. Le but est de permettre aux acteurs de l’industrie laitière européenne de couvrir leur exposition face aux risques de fluctuations de prix sur le lait avec la fin des quotas laitiers dans l’UE prévue le 31 mars 2015.

### Plateforme de négociation
La plateforme de négociation Optiq développée par Euronext est utilisée pour les marchés au comptant et les marchés dérivés. Euronext commercialise sa technologie et sa plateforme auprès de nombreuses autres bourses : la Bourse du Luxembourg en 2009, la Bourse du Qatar en 2010, la Bourse de Varsovie en 2013. En 2014, Euronext signe des accords avec la Bourse de Beyrouth, d'Amman, de Tunis et de Mascate.

### Volumes de transactions
En mars 2014, 1,5 million de transactions sont traitées quotidiennement sur le marché au comptant d'Euronext, en hausse de 13 % par rapport à mars 2013. Sur les marchés dérivés d'Euronext, le volume quotidien est de 633 000 contrats.

### Liste des indices
- AEX All-share (AAX)
- AEX (AEX)
- Alternext All-share (ALASI)
- AMX (AMX)
- AScX (ASCX)
- BEL 20 (BEL20)
- BEL All-share (BELAS)
- BEL CONTIN STCK NR (BELCU)
- BEL Mid (BELM)
- BEL Small (BELS)
- CAC 40 (PX1)
- CAC All-share (PAX)
- CAC All-tradable (CACT)
- CAC Mid & small (CACMS)
- CAC Mid 60 (CACMD)
- CAC Next 20 (CN20)
- CAC Small (CACS)
- CAC 40 ESG (XPAR)
- Euronext 100 (N100)
- EURONEXT FAS IAS (FIAS)
- IEIF SIIC FRANCE (SIIC)
- Low Carbon 100 Europe (LC100)
- Next 150 (N150)
- Next Biotech (BIOTK)
- OSEO INNOVATION (NAOII)
- Private Equity Nxt (PENXT)
- PSI 20 (PSI20)
- PSI All-share (BVLGR)
- REIT EUROPE (REITE)
- SBF 120 (FCI)

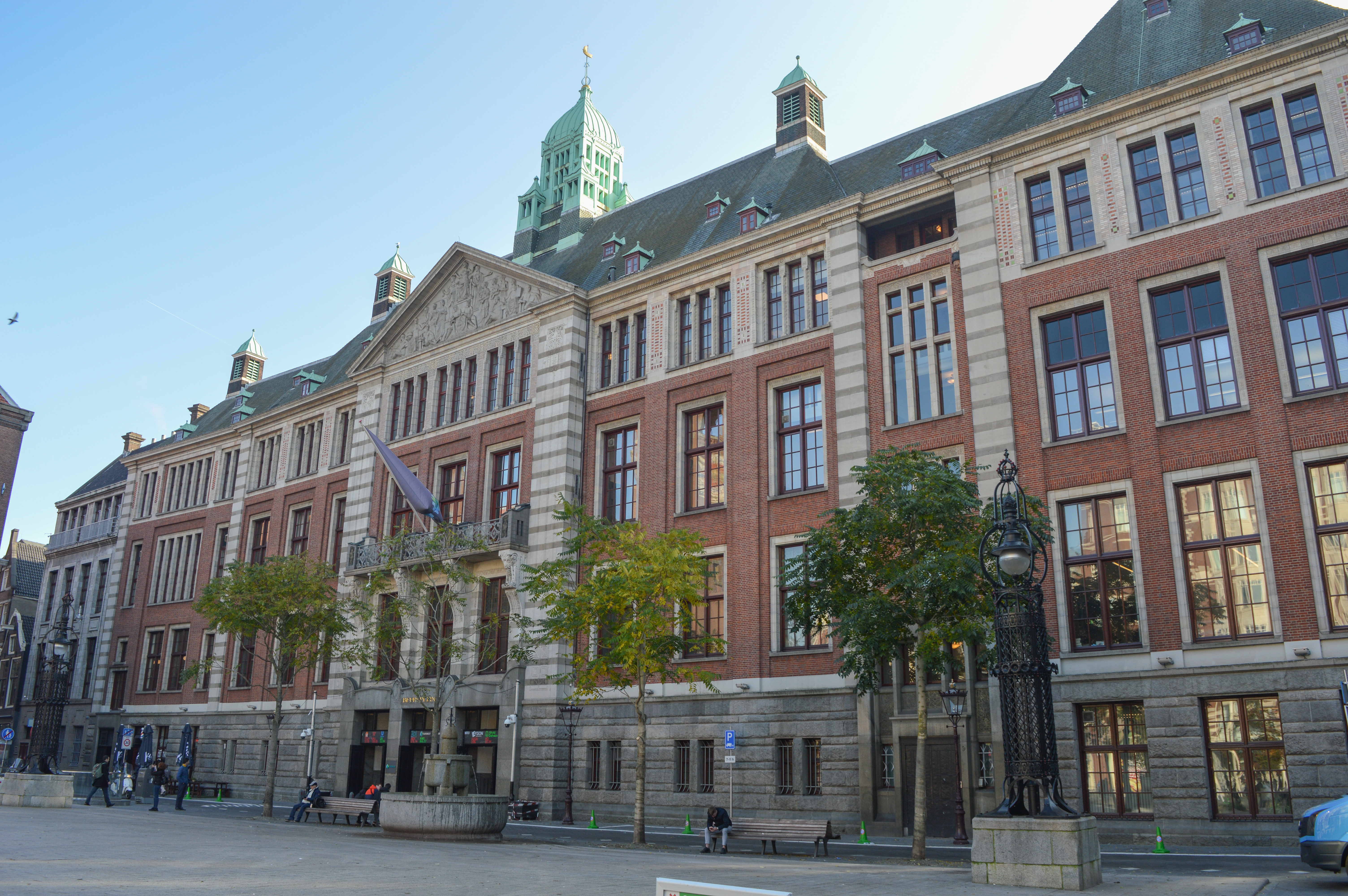
Euronext Amsterdam
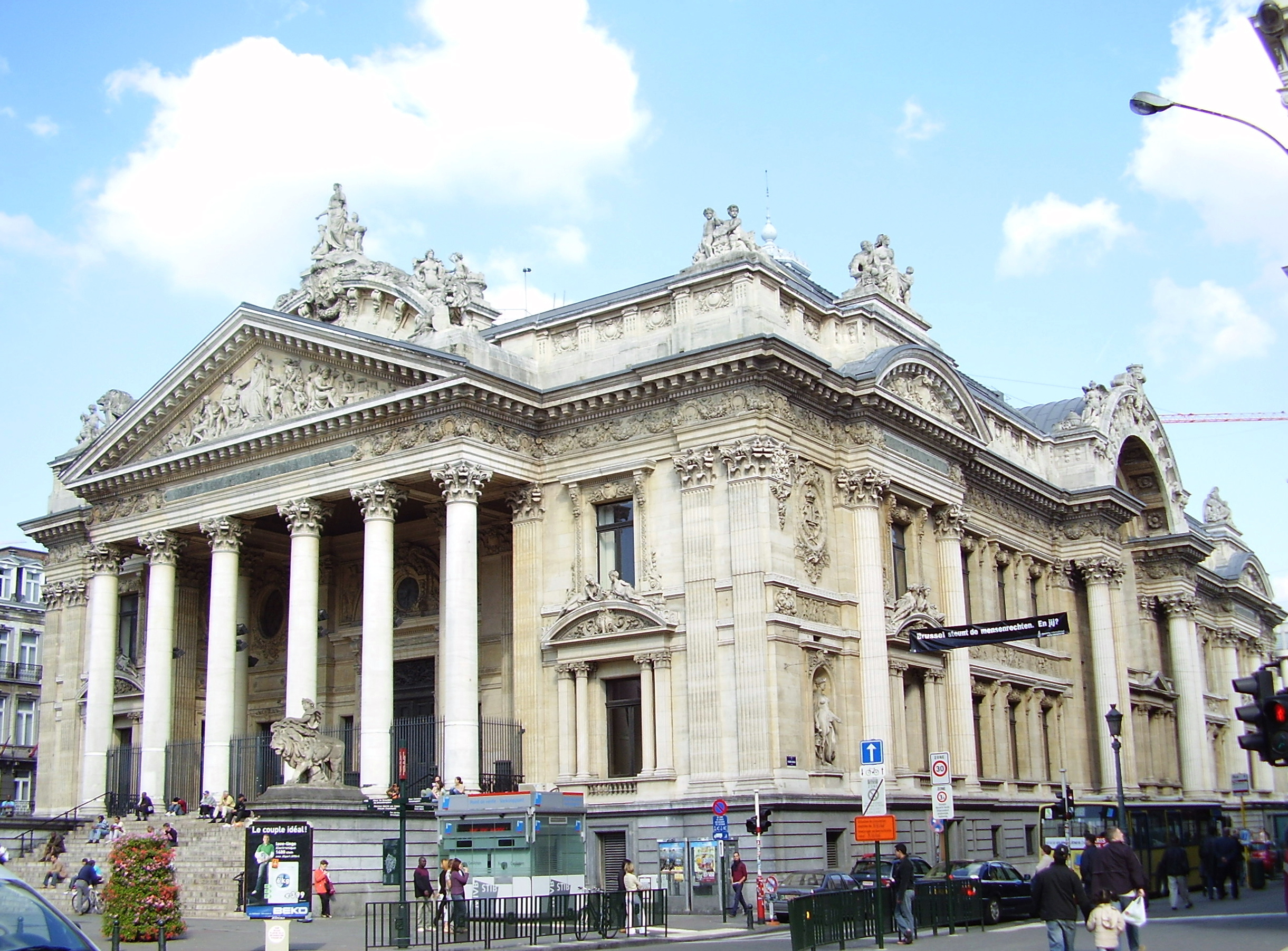
Euronext Bruxelles
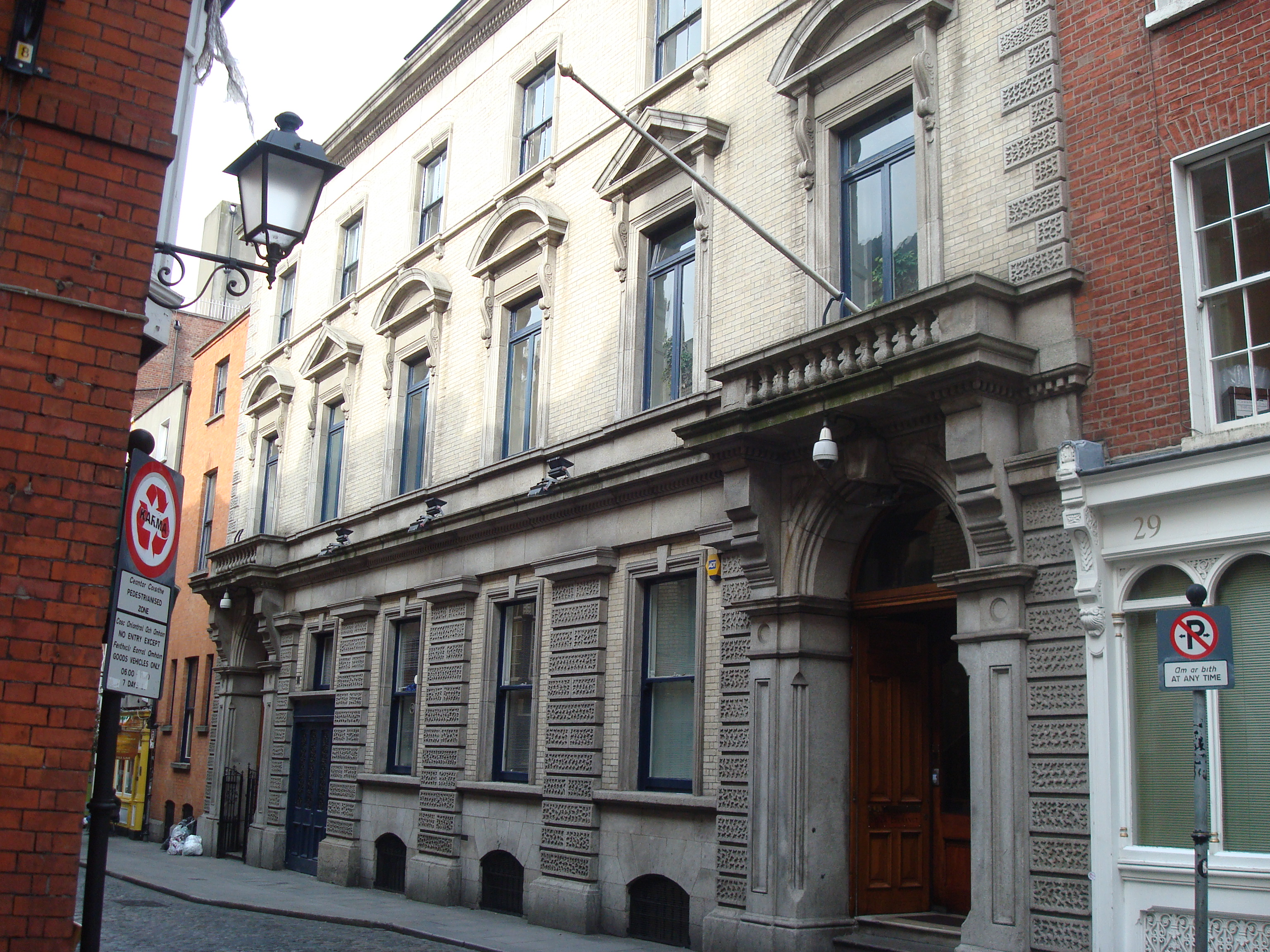
Euronext Dublin
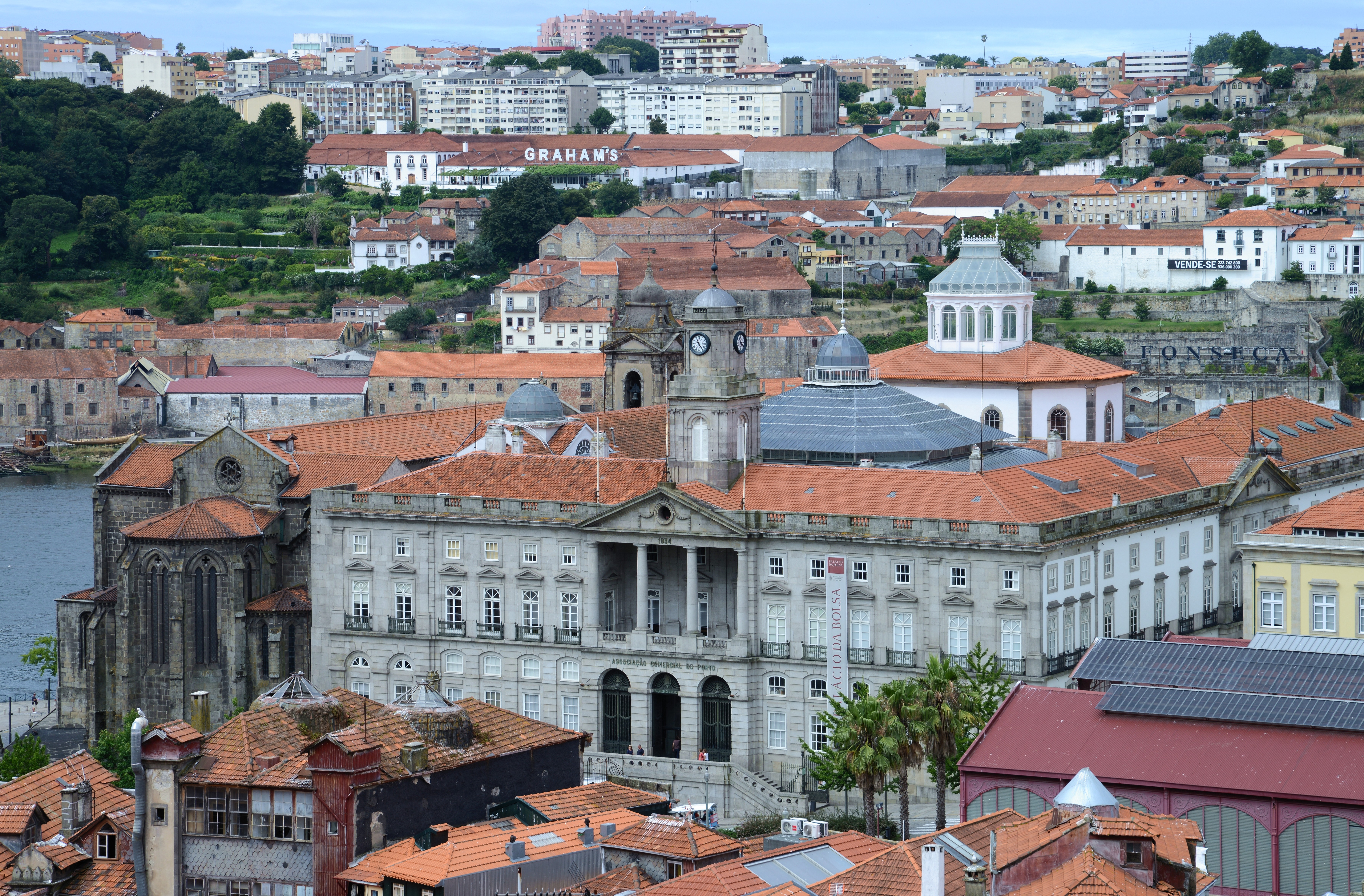
Euronext Lisbonne

## Sanctions
Le 4 décembre 2015, la Commission des sanctions de l’Autorité des marchés financiers prononce à l’encontre d’Euronext Paris SA une sanction de 5 millions d’euros, pour n’avoir pas exercé son activité « avec neutralité et impartialité, dans le respect de l’intégrité du marché, en accordant un avantage commercial de façon discrétionnaire à l’un de ses membres », la société de trading à haute fréquence Virtu Financial Europe (décision AMF SAN-2015-20). L'avantage conféré par Euronext à la société Virtu a permis à cette dernière de manipuler les cours de 27 titres de l'indice CAC 40 en 2009. La société Virtu a fait l'objet dans la même affaire d'une sanction pécuniaire de 5 millions d’euros. Euronext a fait appel de la décision de l'AMF : le Conseil d'État a maintenu la sanction à l'égard d'Euronext, mais a ramené la sanction de la société Virtu à trois millions d’euros.